# Egarkunr
Egarkunr è una suddivisione dell'India, classificata come census town, di 10.212 abitanti, situata nel distretto di Dhanbad, nello stato federato del Jharkhand. In base al numero di abitanti la città rientra nella classe IV (da 10.000 a 19.999 persone).

## Geografia fisica
La città è situata a 23° 45' 06 N e 86° 45' 59 E.

## Società

### Evoluzione demografica
Al censimento del 2001 la popolazione di Egarkunr assommava a 10.212 persone, delle quali 5.467 maschi e 4.745 femmine. I bambini di età inferiore o uguale ai sei anni assommavano a 1.307, dei quali 704 maschi e 603 femmine. Infine, coloro che erano in grado di saper almeno leggere e scrivere erano 5.594, dei quali 3.635 maschi e 1.959 femmine.